# Список об'єктів Світової спадщини ЮНЕСКО в Румунії
У списку об'єктів Світової спадщини ЮНЕСКО в Румунії налічується 7 найменувань (станом на 2015 рік).
У цій таблиці об'єкти розташовані в порядку їх додавання до списку Світової спадщини ЮНЕСКО.
| № | Зображення | Назва | Розташування | Час створення       | Рік внесення до списку                      | №                                                 | Критерії    |
| - | ---------- | --- | --- | ------------------- | ------------------------------------------- | ------------------------------------------------- | ----------- |
| 1 |            | Дельта Дунаю (рум. Delta Dunării) | — | —                   | 1991                                        | 588 [Архівовано 27 січня 2008 у Wayback Machine.] | vii, x      |
| 2 |            | Села з укріпленими церквами в Трансильванії: • Б'єртан • Килнік • Диржіу • Прежмер • Саскіз • Валя-Віїлор • Віскрі (рум. Aşezări cu biserici fortificate din Transilvania) | край Семигород | —                   | 1993 1999                                   | 596 [Архівовано 11 липня 2017 у Wayback Machine.] | iv          |
| 3 |            | Монастир Хорезу (рум. Mănăstirea Horezu) | місто Хорезу | 1690                | 1993                                        | 597 [Архівовано 11 липня 2017 у Wayback Machine.] | ii          |
| 4 |            | Церкви Молдови (рум. Bisericile Moldovei) | повіт Сучава, Румунія | 1487—1532           | 1993                                        | 598 [Архівовано 11 липня 2017 у Wayback Machine.] | i, iv       |
| 5 |            | Історичний центр Сігішоара (рум. Cetatea Sighișoara) | місто Сігішоара | XII століття        | 1999                                        | 902 [Архівовано 11 липня 2017 у Wayback Machine.] | iii, v      |
| 6 |            | Дерев'яні церкви Мармарощини: • Церква в Бирсана • Церква в Будешть • Церква в Десешть • Церква в Єуд • Церква в Плопіш • Церква в Поєніле-Ізей • Церква в Рогоз • Церква в Шурдешть (рум. Biserici de lemn din Maramureş) | регіон Мармарощина | XVII—XVIII століття | 1999                                        | 904 [Архівовано 11 липня 2017 у Wayback Machine.] | iv          |
| 7 |            | Дакійські укріплення в горах Орештіє (рум. Fortăreţe dacice din Munţii Orăştiei) | гори Орештіє, Румунія | I століття до н. е. | 1999                                        | 906 [Архівовано 11 липня 2017 у Wayback Machine.] | ii, iii, iv |
| 8 |            | Букові праліси Карпат та інших регіонів Європи (англ. Ancient and Primeval Beech Forests of the Carpathians and Other Regions of Europe) * Кеїле Нерей — Беушниця * Кодрул Секулар Шинка * Кодрул Секулар Слетіоара * Козія — Масив Козія * Козія — Лотрісор * Домоглед — Валя Черней — Домоглед-Коронінь-Бедіна * Домоглед — Валя Черней — Яуна Крайова * Домоглед — Валя Черней — Чюччевеле Черне * Грошій-Циблешулуй — джерело Шурій * Грошій-Циблешулуй — Прелючі * Ізвоареле Нерей * Стримбу Беюц | Румунія (спільно з Австрією , Албанією , Бельгією , Болгарією , Боснією і Герцеговиною , Іспанією , Італією , Німеччиною , Північною Македонією , Польщею , Словаччиною , Словенією , Україною , Францією , Хорватією , Чехією , Швейцарією ) | —                   | 2007 (розширено у 2011, 2017 та 2021 роках) | 1133                                              | ix          |